# 北欧劳工运动合作委员会
北欧劳工运动合作委员会（丹麥語：Arbejderbevægelsens nordiske samarbejdskommitté）是一个由北欧各国的社会民主主义政党和工会组成的国际组织。

## 成员
丹麦
- 社会民主党
- 丹麦工会联盟（英语：Danish Trade Union Confederation）

    法罗群岛

     • 社会民主党

    格陵兰

     • 前进

 芬兰
- 芬兰社会民主党
- 芬兰工会中央组织

    奥兰

     • 奥兰社会民主党

 冰島
- 联盟—冰岛社会民主党
- 冰岛劳工联盟（英语：Icelandic Confederation of Labour）

 挪威
- 工党
- 挪威工会联盟（英语：Norwegian Confederation of Trade Unions）

 瑞典
- 瑞典社会民主工人党
- 瑞典工会联盟（英语：Swedish Trade Union Confederation）